# Механичка вентилација
Механичка вентилација (МВ), асистиране вентилација је вентилација плућа које се изводи код болесника са спонтаним, али ослабљеним дисањем или код болесника који не могу да дишу сопственим плућима, све док болесник не успостави сопствено дисање без додатне помоћи. Основни циљ механичке вентилације је да омогући задовољавајућу респираторну функцију, болесника, која је претходно нарушена различитим патолошким стањима. Међутим, током механичке вентилације долази до промена и поремећаја функције још неких виталних органа и органских система.
Механичка вентилација (МВ), се изводи уз помоћ софистицираних респиратора. Према дужини примене МВ може бити краткотрајна или дуготрајна, у зависности од медицинских индикација или стања појединца. Механичка вентилација се користи код хроничних стања као што су тешке инфективне болести, неуромишићне болести, опструктивне болести плућа или друга стања која ограничавају физиолошку употребу мишића за дисање и/или дисајних путева.

## Физиолошка вентилација
Вентилација је физиолошки процес којим се врши размена кисеоника и угљен-диоксид (СО2) у алвеолама плућа. Алвеоле су мали ваздухом испуњене кесица на крају бронхијалног стабла у плућима, кроз чије зидове из ваздуха у кесицама кисеоник дифундује у крв, а угљен-диоксид, обрнутим путем дифундује из крви у алвеолу плућа. Вентилација је константан процес одржавања одговарајуће равнотеже између ова два процеса.

### Основни појмови
Респирација
- Кисеоник се од атмосферског ваздуха до места где ће у ткивима и ћелијама бити укључен у метаболичке процесе унутрашњег дисања преноси процесом респирације.
- У смеши гасова атмосферског ваздуха кисеоник се налази у количини 20,92% и при парцијалном притиску од 159 mmHg
- Респирација се обавља процесима; вентилације, дифузије и транспорта гасова.[5]

Вентилација
- Вентилација је струјање ваздуха из спољашње средине у алвеоле и обрнуто
- Кисеоник делује на респираторни центар, који контролише вентилацију преко хеморецептори смештених у луку аорте и каротидном синусу, као хемијски надражај.
- Вентилација је регулисана и притиском угљен-диоксида и концентрацијом Н+ јона.
- Удахнути ваздух се у алвеолама разређује присутним алвеоларном ваздухом (који константно садржи угљен-диоксид и засићен је воденом паром), тако да се парцијални притисак кисеоника са 159 mmHg (у атмосферском ваздуху) смањује на 104 mmHg, или 14%.[5]

Дифузија
- Дифузији је прелажење гасова (кисеоника и угљен-диоксида) из алвеола кроз респираторну мембрану у крв и обрнуто, због градијента притиска који влада са обе стране алвеоларне мембране.
- На брзину дифузије гасова утичу; дебљина и површина респираторне мембране, дифузијски коефицијент гаса, градијент притиска гасова.
- Кисеоник се искоришћава у митохондријама, у којима притисак кисеоника треба да буде изнад критичног нивоа за одржавање аеробног метаболизма.
- Дифузиони ниво кисеоника означен је као „Пастерова тачка“ и износи 1-2 mmHg. У нормални условима парцијални притисак кисеоника је 4-23 mmHg.
- Крајњи циљ вентилације је да обезбеди аеробни метаболизам, и одржавање митохондријалног парцијалног притиска кисеоника изнад „Пастерове тачке“, у свим вулнерабилним органима, пре свега мозгу, срцу и плућима.[5]

Транспорт
- Транспорт је преношење кисеоника крвљу до ћелија и угљен-диоксида од ћелија у спољашњу средину.
- Кисеоник се преноси крвљу на два начина; као везан за хемоглобин (97%) и растворен у плазми (3%).
- Кисеонички капацитет крви за пренос кисеоника је; 1 g хемоглобина - 1,34 ml кисеоника, 15 g хемоглобина - 19,5 ml кисеоника.[5]

## Историја
Римски лекар Гален може се сматрати првим лекарем који ће описа механичку вентилацију: 
| „ | Ако узмете мртву животињу и удувавате јој ваздух кроз ларинкса (уз помоћ цевчице од трске) испунићете бронхије ваздухом и приметићете да су се плућа увећала до максимума. | ” |

Андреас Везалијус, такође је описао вештачку вентилацију плућа уметањем бамбуса или трске у трахеју животиња.
У 1908. године Џорџ Поа, први је практично приказао механичку респирацију на псима. Он је након вештачки изазване асфиксије (загушења) дисајних путева, пса успевао да их врати у живот реанимацијом.
Први апарати за механичку вентилацију направљени су 1928. године.
Токо 40-их и 50-их година двадесетог века први пут је почела примена „гвоздених плућа“, што је заправо био и први ефективан вид дугорочне респираторне потпоре, који се користио током полио епидемије (дечије парализе) која је владала и том периоду. За удисајни део дисајног циклуса машином је стваран вакуум око болесника, који је био смештен у металну цев (гвоздена плућа), чиме се ваздух увлачио у у његова плућа. Прекид вакуума омогућавао је особи да у тој фази рада апарата издахне.
Сутер је 1983. године, поставио индикације за примену механичке вентилације и поделио их на: механичке поремећаје дисања и поремећаје у размени гасова.
| Најчешће индикације за примену механичке вентилације према Сутеру | Најчешће индикације за примену механичке вентилације према Сутеру                                                                            |
| ----------------------------------------------------------------- | --- |
| Механички поремећаји дисања                                       | Неуромишићне обољења — дисфункција централног нервног система — промене мишићно-коштаног система — терапијска употреба мишићних релаксаната. |
| Поремећаји у размени гасова                                       | АРДС — респираторни дистрес синдром деце — болести срца — хроничне болести плућа                                                             |

Међутим тек последњих година 20. и почетком 21. века, дошло је до знатног техничког напретка, у конструкцији апарата за механичку вентилацију. То је допринело њиховој широј употреби, проширило индикације за њихову примену и резултовало успешнијем лечењу, хируршких болесника.

## Механичка вентилација
Очуваност органа за дисање, (респираторног система) је поједине болеснике питање од животног значаја, као што су деца и одрасле особе са неуромишићне обољењима као и болестима моторног неурона као што су спинална мишићна атрофија и амиотрофична латерална склероза. Код ових болесника долази до прогресивне слабости, најчешће мишића руку и ногу, али код неких форми јавља се и слабост мишића који су неопходни за дисање и кашаљ. Слабост мишића за дисање доводи до поремећаја функције дисања која се у одређеном временском периоду погоршава и уколико се у правом тренутку не примени асистирано (потпомогнуто) механичко дисање може доћи до нежељеног тока или смрти.
Предности коришћења МВ огледају се пре свега у томе што она омогућавају болесницима са нарушеном вентилацијом нормалан живот или преживљавање. Те предности су:
- одржавање и/или побољшање нивоа кисеоника/угљен-диоксида у крви
- одмара дисајне мишиће, смањујући њихово напрезање
- надувавање плућа је потпуније
- побољшава кашаљ због лакшег дисања
- побољшање квалитета сна и дисања током спавања
- ограничава/искључује хоспитализацију код респираторних компликација
- побољшање квалитета живота и продужава живот

## Индикације за механичку вентилацију
Многи фактори утичу на одлуку о примени механичке вентилације. Будући да ниједан начин механичке вентилације не може излечити болест, њена примена пацијенту треба поправни основни проблем који се може решити уз подршку механичке вентилације. Ову интервенцију не треба започети без промишљеног разматрања, јер интубација и вентилација позитивним притиском могу имати и потенцијално штетне ефекте.
Механичка вентилација је индикована када је пацијентова спонтана вентилација неадекватна за одржавање живота. Поред тога, означена је и као мера за контролу вентилације код критично болесних пацијената и као профилакса за предстојећи колапс других физиолошких функција. Физиолошке индикације укључују респираторну или механичку инсуфицијенцију и неефикасну размену гасова.
Уобичајене индикације за механичку вентилацију укључују следеће болести и стања:
- Брадипнеја или апнеја са респираторним застојем.[12][13]
- Акутна повреда плућа и синдром акутног респираторног дистреса
- Тахипнеја (број дисања > 30 удисаја у минути)
- Витални капацитет мањи од 15 мл/кг
- Минутна вентилација већа од 10 Л/мин
- Парцијални артеријски притисак кисеоника (PaO2) са додатним уделом неудахнутог кисеоника (FIO2 ) мањим од 55 ммХг
- Алвеоларно-артеријски градијент притиска кисеоника (A-a DO2) са 100% оксигенацијом већом од 450 ммХг
- Клиничко погоршање основне болести
- Замор респираторних мишића
- Кома
- Хипотензија
- Акутни поремећај парцијалног притиска угљен-диоксида (PaCO2) већи од 50 ммХг са артеријским пХ мањим од 7,25
- Неуромускуларна болест

Тренд ових вредности требало би да утиче на клиничку процену. Док би озбиљности болести требало да подстакне клиничара да размотри примену механичке вентилације.

## Врсте механичке вентилације
Краткотрајна респирација
Краткотрајна употреба МВ обично се примењује у болничкој нези, нпр, у току акутним болестима или током и после операције, у периоду када појединац не може да дише без помоћи респиратора. У интензивној нези, МВ може се изводити преко преко уста или назалне маске, али се обично изводи уз помоћ ендотрахеална цеви која стављати у уста и грло (интубација).
Дуготрајна респирација
Дугорочну МВ можемо применити код неких болесника дуже време (више месеци или година) или током целог живот.

## Облици механичке вентилације плућа
Данас се у медицинској пракси примењује велики број различитих облика механичке вентилације: контролисана, асистирано-контролисана, асистирана и парцијална подршка вентилације плућа.

### Контролисана механичка вентилација плућа
Први облик механичка вентилација плућа представља  регулисана (контролисана) механичка вентилација са интермитентним позитивним притиском (IPPV). Постоје два основна модела механичког вентилатора са позитивним притиском: 
- циклично са контролисаном запремином и

- временски циклично са контролисаним притиском.

Контролисана механичка вентилација плућа (CMV ili IPPV) подразумева потпуно обављање вентилације плућа без спонтаног дисања. 
Код IPPV вентилатору су задати дисајни волумен или максимални инспираторни притисак, фреквенција дисања, однос инспиријумом и експиријума и фракција кисеоника у инспираторни ваздуху. Експиријум код IPPV је пасивна радња.

### Асистирано-контролисана вентилација
Код асистирано-контролисаној вентилацији плућа инспиријум започиње (тригерује) болесник, а вентилатор затим остварује задати дисајни волумен или проток, до нивоа задатог инспирационог притиска у дисајним путевима, након чега следи пасивни експиријум.
Уколико болесник смањи број дисајних циклуса, вентилатор остварује контролисане респирациони циклусе на задатој фреквенцији. 
Недостаци вентилатора који се контролише притиском су следећи:
- плимни волумен варира са променама импедансе,
- промене у респираторној импеданси је тешко одредити,
- инспираторни проток је смањен,
- минутна вентилација је сложена функција притиска, импедансе и фреквенције.

### Асистиране вентилација
Асистирана вентилација плућа постиже се притиском потпомогнутом вентилацијом (PSV) и пропорционалној асистираној вентилацији плућа. PSV је слична претходној асистирано-контролисаној вентилацији плућа при чему фреквенцију дисања одређује болесник, а вентилатор при сваком оствареном минималном негативном инспирационом притиску, додаје проток ваздуха у дисајне путеве до остварења задатог позитивног притиска.

### Парцијална подршка вентилације плућа
CPAP обезбеђује позитиван притисак на крају експиријума (PEEP) у циљу повећања функционалног резидуалног капацитета плућа и отварања колабираних алвеола, (онемогућавања колабирања алвеола).

## Обезбеђење дисајног пута
За примену механичке вентилације потребна је ендотрахеална интубација, постављање трахеостомске каниле (ретко у акутној фази респираторне инсуфицијенције), или примена неинвазивне вентилације (NIV) помоћу специјалних кисеоничких маски које херметички приањају уз лице.

## Параметри механичке вентилације
Контролисана механичка вентилација почиње удисањем 100% кисеоника (1.0 ФиО2). Дисање се затим усклађује са вентилатором. 
Вентилација вентилатора контролисана запремином(волумена) се врши према следећим параметрима: ФиО2 < 0,5, дисајни волумен (ДВ) 8-12мл/кг, брзина дисања (Р) 16-30/мин у зависности од старости и односа удаха и издисаја (И:Е) 1:2 до 1:3 зависно од старости.
Ако се користи вентилатор са контролисаним притиском, параметри су следећи: ФиО2 < 0,5, проток  (Ф) 4-10 l/min, инспираторни притисак (ПИП) 20-25 cmH2O, притисак на крају издисаја (ПЕЕП) 2-4 cmH2O и однос И : Е = 1:2 до 1:3 у зависности од старости.

## Врсте апарата за МВ
Савремени механички вентилатори класификовани су по њиховој методи преласка из инспирацијске у експирацијску фазу. Односно, они су названи по параметру који сигнализира прекид циклуса инспирације позитивним притиском машине. Сигнал за прекид инспираторне активности машине је:
- унапред подешена јачина  — за вентилатор са запреминским циклусом,
- унапред подешена вредност притиска — за вентилатор под притиском,
- унапред подешени временски фактор — за вентилаторе са временски подешеним циклусима.

Проветравање помоћу волумена најчешћи је облик рада вентилатора који се користи у медицини за одрасле, јер омогућава сталну запремину дисајног волумена. Прекид испорученог волумена апарат сигнализира, код промене подешене јачине на излазу из вентилатора.

### Запреминско-променљиви дисајни апарати
Запреминско-променљиви дисајни апарати обично (али не и увек) убацују ваздух кроз отвор који се налази у душнику (трахеостому) што омогућава директнији и више контролисан приступ плућима. Због стварања отвора на душнику и остваривања непосредног контакта са дисајним органима овакав вид дисајне подршке носи назив и инвазивна механичка вентилација.

## Компликације
Компликације повезане са механичком вентилацијом су:
| Врсте        | Карактеристике |
| ------------ | --- |
| Респираторне | Лезија трахеје, случајна дислокација ендотрахеална цев или екстубација, инфекција, пнеумоторакс, пнеумомедијастинум, емфизем, хиперинфлација, ателектаза, токсичност кисеоника (депресија вентилације, бронхопулмонална дисплазија), плућна хеморагија. |
| Циркулаторне | Погоршање венског протока (смањење откуцаја срца, системска хипотензија), токсичност кисеоника (ретролентна фиброплазија, церебрална вазоконстрикција), сепса, интракранијална хеморагија (интравен                                                     |
| Метаболичке  | Појачан рад дисања или "борба" са вентилатором, алкалоза (хипокалемија, предозирање бикарбонатом). |
| Бубрежне     | Антидиуреза, вишак воде у инхалацији ваздух. |
| Механичке    | Лоше функције вентилатора као што је (лоше напајање, неправилан рад вентилатора, слабо влажење, неправилан прикључак цеви). |

## Галерија
- Део опреме за механичку вентилацију